# Абаза, Эраст Агеевич
Эраст Агеевич Абаза́ (1 [13] апреля 1819, Вышневолоцкий уезд, Тверская губерния — 11 [23] мая 1855, Севастополь, Таврическая губерния) — майор Житомирского егерского полка; музыкант-любитель.

## Биография
Из молдавского дворянского рода. Родился 1 апреля 1819 года, происходил из дворян. Отец — крупный помещик и сахарозаводчик Аггей Васильевич Абаза (16.12.1782—21.03.1852); мать — Прасковья Логгиновна, урожд. Манзей (1801—1837).
Вероятно учился на юридическом факультете Московского университета. Затем находился в военной службе.

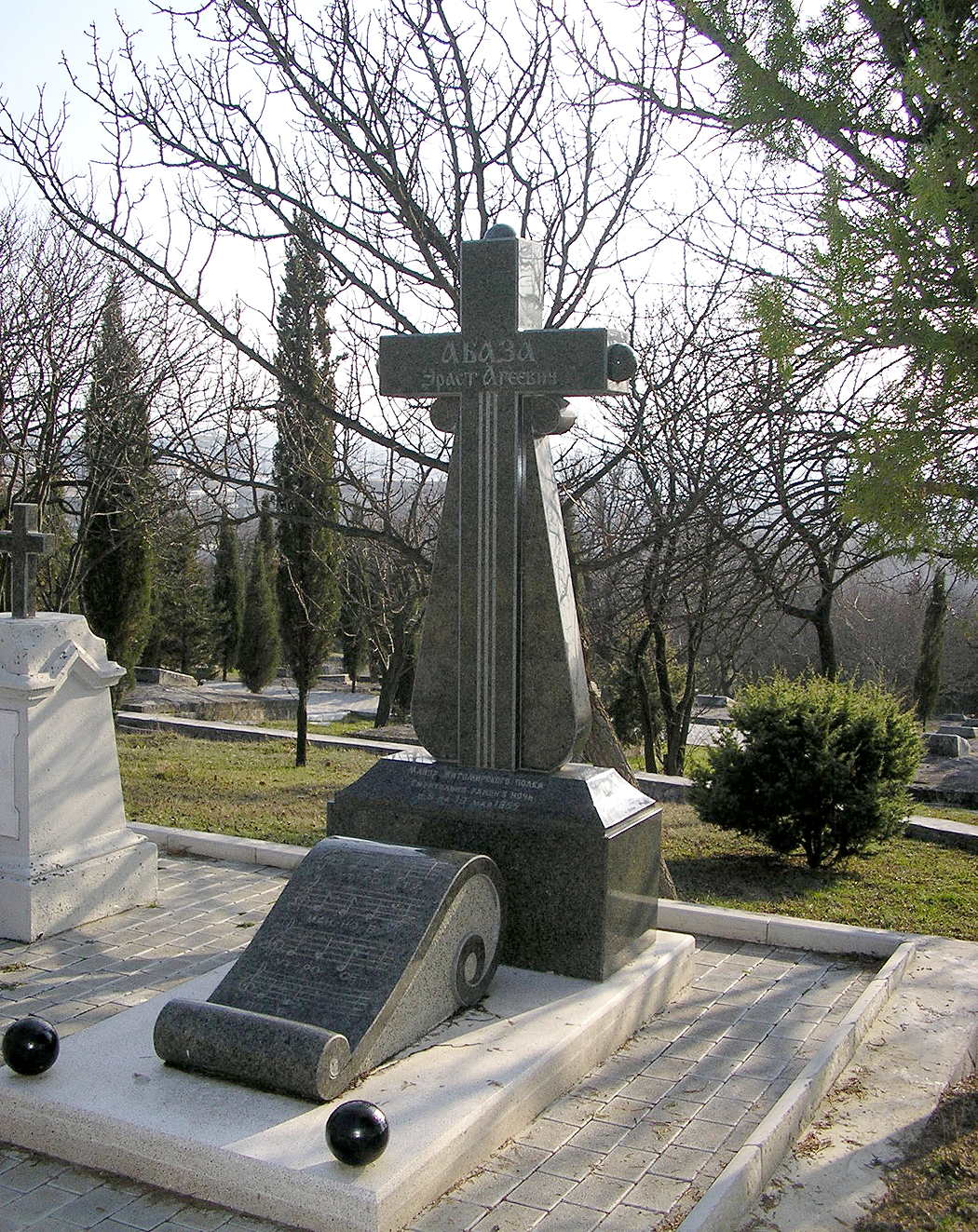
Братское кладбище. Могила Э. А. Абаза

После начала Крымской войны, перевёлся из лейб-гвардии гусарского полка в Житомирский пехотный полк и был назначен командиром батальона, находившегося в Севастополе. В апреле 1855 года батальон был размещён на Кладбищенской высоте перед пятым бастионом, входившем в оборонительную линию под командованием генерал-майора А. О. Аслановича.
В мае 1855 года майор Э. А. Абаза был смертельно ранен и вскоре умер. Был похоронен на братском кладбище, которое во время Великой Отечественной войны было местом ожесточённых боёв. Могила не сохранилась, но был обнаружен текст эпитафии с утраченного памятника на могиле Э. А. Абаза: «Здесь покоится прах майора Житомирского егерского полка Эраста Аггеевича Абазы. Скончался от раны, полученной в деле с англо-французами в ночь с 10 на 11 мая 1855 г.».
В 2003 году на Братском кладбище по проекту архитектора Г. С. Григорьянца был установлен новый памятник на предполагаемом месте захоронения Эраста Аггеевича Абаза. Это стела из светло-серого гранита в виде стилизованного креста и свитка, на котором вырезана нотная строка с нотами романса «Утро туманное» — писала об Эрасте Аггеевиче «Слава Севастополя» 15 ноября 2007 года.
Фамилия Абаза начинает список погибших офицеров Житомирского полка, высеченный на стене мемориального храма Святого Николая в Севастополе.